# Istentelen ifjúság
Az Istentelen ifjúság (Jugend ohne Gott) Ödön von Horváth osztrák-magyar író harmadik regénye. 1937-ben jelent meg, és nem sokkal később, 1938 elején már nyolc nyelvre fordították le.
A náci korszak elején játszódó könyvben Horváth egy kisváros életét, valamint a kezdődő elnyomást és militarizálódást írja le. A könyvet megjelenésekor író- és kritikustársai dicsérték, és napjainkban is szerepel a német iskolák tantervében.

## Háttér

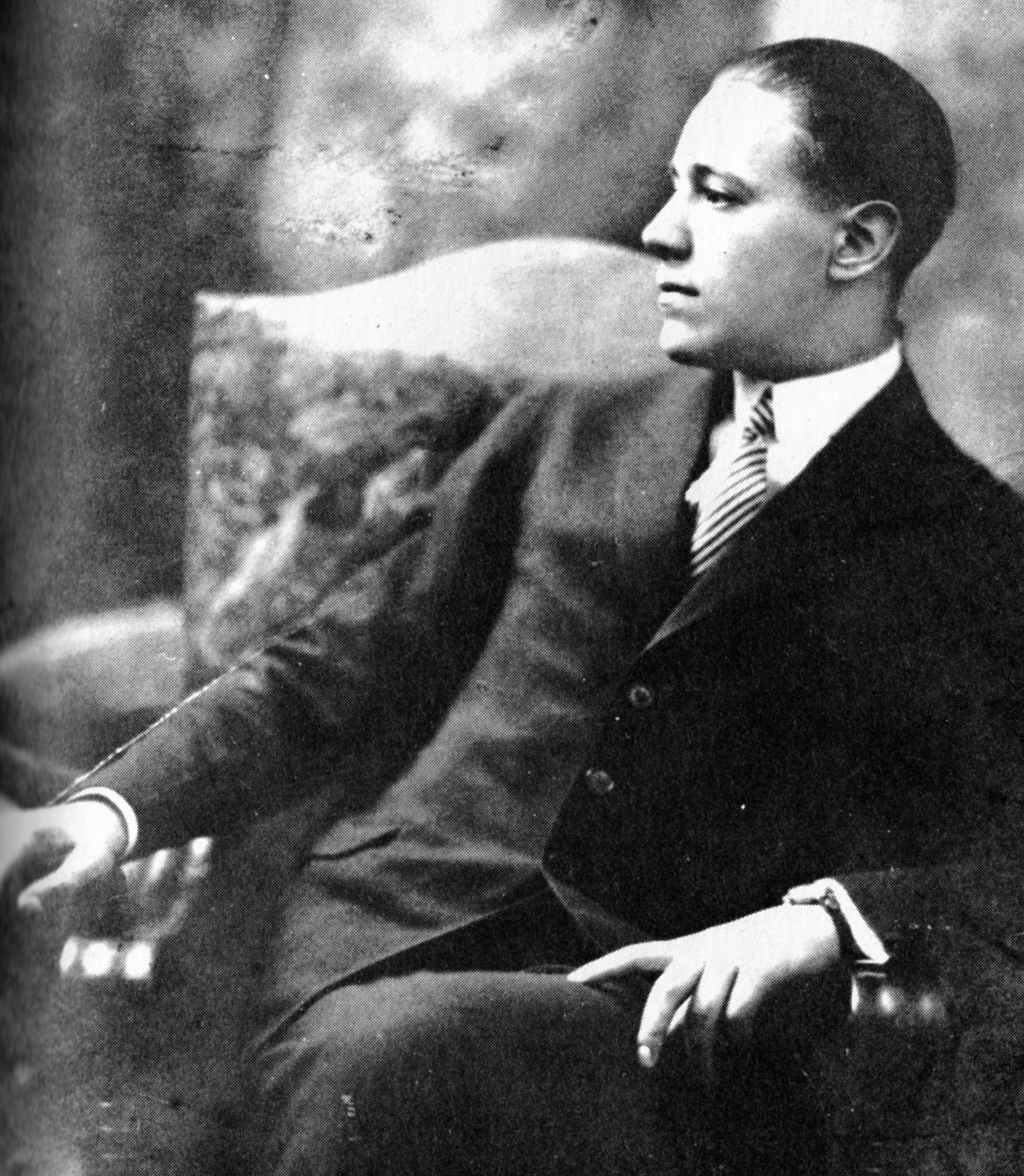
Ödön von Horváth (1919)

Horváth valószínűleg 1934-ben kezdett foglalkozni azokkal a szereplőkkel, amelyek később az Istentelen ifjúságban is megjelennek. Eredetileg a hasonló témájú Der Lenz ist da! (Itt a tavasz!) és az Auf der Suche nach den Idealen der Menschheit (Az emberiség eszményei nyomában) című regényen dolgozott. Az első vázlatban négy szereplőcsoportot tervezett: „a fiúkat, a lányokat, a tanárokat és a szülőket”, amelyekkel a vidéki és városi lakosság ellentétét, az első szerelem élményét, valamint a szegény lakosságot felkaroló, de bennük csalódott értelmiség szerepét akarta ábrázolni. A második vázlatban az értelmiség – azaz a tanár – kerül a középpontba, ő már az Istentelen ifjúságban említett tárgyakat tanítja.

## Cselekmény
Az első személyű narrátor tanárként dolgozik egy városi középiskolában. Dolgozatjavítás közben észreveszi, hogy egy, a könyvben N-ként emlegetett diák becsmérlő megjegyzéseket tesz a feketékre, és kérdőre vonja a tanulót. A diák édesapja ezt követően panaszt tesz az igazgatónál – hiszen fia csak azt írta, amit a rádióban hallott –, a diákok pedig petíciót írnak a tanár ellen. A rektor ezt elutasítja.
Röviddel ezután egy hosszan betegeskedő diák meghal tüdőgyulladásban. A temetésen a narrátornak először tűnik fel tanítványa, T hideg, rezzenéstelen tekintete.
Az igazgató közbenjárására nem függesztik fel, hanem egy kötelező táborba küldik az osztályával. Ott csak felügyelőtanárként van jelen, a katonai gyakorlatokat egy őrmester vezeti. A táborban egy fényképezőgép-lopás ügyében nyomoz, és észreveszi, hogy Z diák titokban üzenetet kap.
A közeli faluban a narrátor egy pappal beszélget a vidéki lakosság helyzetéről és vallási nézeteiről.
Amíg a fiúk a táboron kívül gyakorlatoznak, a tanár átkutatja Z diák hálóhelyét, feltöri a diák naplóját rejtő dobozt, és megtudja, hogy Z kapcsolatban áll a helyi rablóbanda vezetőjével, Évával. A naplóban az is szerepel, hogy aki elolvassa a naplóját, az meghal. Mivel a visszatérő diák észreveszi, hogy feltörték a dobozát, megvádolja egyik osztálytársát, és összeszólakozik vele. A narrátor úgy dönt, bevallja a tettét, de végül nem meri.
Másnap N-t egy osztálykirándulás után vérbe fagyva találják. Z elismeri a bűncselekményt, de a narrátor azt gyanítja, hogy T diák áll a háttérben. Z elmondja: N bevallotta neki, hogy elolvasta a naplóját. A narrátor lelkiismeretfurdalást érez, újra beszél a pappal, és végül megszólal. Elismeri, hogy ő a felelős a doboz feltöréséért, így a vádlott szabadlábra kerül. Éva – akit az elkövető feltételezett szeretőjeként hallgatnak ki – egy halszemű fiúról beszél, aki megölte N-et. Nem hisznek neki, de mivel beismerte, hogy a tetthelyen volt, őt magát is letartóztatják.
A narrátor vallomása következtében elveszíti állását és nyugdíját, de lehetőséget kínálnak neki, hogy Afrikában dolgozzon. Először T-t vonja kérdőre, aki mindent tagad. Másnap T-t felakasztva találják. Búcsúlevelében bevallja N meggyilkolását.
Évát ezután kiengedik a börtönből, és a pap fogadja be. A tanár elbúcsúzik „Julius Caesartól” és a segítőkész diákok klubjától, és Afrikába megy.

## Értelmezés
Carl Niekerk irodalomtudós számára az Istentelen ifjúság a Harmadik Birodalom belső szemszögből történő vizsgálata, amelyben Horváth saját, 1933-tól 1937-ig szerzett tapasztalatait dolgozza fel. Másoktól eltérően a második világháború kezdete előtti Németországba, annak elnyomó és alkalmazkodási mechanizmusaiba nyújt betekintést. Azáltal, hogy értelmiségit választ főszereplőnek és belső világát ábrázolja, lehetővé teszi a saját életrajzára vonatkozó önreflexiót. A többi szereplő is mind középosztálybeli származású, így mutatja a középosztályra nehezedő társadalmi-gazdasági kényszereket. Ez az osztály a rendszerhez és a propagandához való alkalmazkodásban látta az esélyt az előrelépésre.
T, a gyilkos a propaganda tárgyaként szolgál: ő a fasizmus hidegségét megtestesítő, a modern tömegmédia által manipulált ifjúság képviselője.
A vallás pedig – amelyet a katonai gyakorlat alatt felkeresett pap személyesít meg – irracionális, transzcendens igazolásává válik a többségi társadalométól eltérő viselkedésnek, amely a bírósági előtt, az iskolai szolgálatból való fenyegető elbocsátás ellenére tett vallomásban csúcsosodik ki.
Nicole Streitler-Kastberger irodalomtudós számára az ellopott fényképezőgép körüli bonyodalom, a diákok környezetének leírása és az üdülőtáborba való utazás csak csekély szerepet játszik az értelmezésben. A középpontban a pappal folytatott beszélgetések állnak, amelyekben a „belső cselekvés” történik. Ez a fejlődési út a gyerekek számára nem áll nyitva – vagy azért, mert elhanyagolják őket az elszegényedett vidéki lakosság részeként, vagy azért, mert a városi kispolgárság részeként magukra hagyják őket, így unalomból bűnözőkké válnak, vagy akár gyilkosságot követnek el. Erkölcsi értéket egyik eset sem közvetít.

## Fogadtatás
A Gestapo indítványára a művet 1938-ban felvették a „káros és nemkívánatos irodalom listájára”.
Hermann Hesse 1938-ban ezt írta Alfred Kubinnak: „Egy könyvecskét ajánlok önnek, von Horváth Istentelen ifjúság című elbeszélését. Nagyszerű könyv, amely jó keresztmetszetét adja a világ mai erkölcsi állapotának.”
1941-ben Arnold Köster nácikritikus baptista prédikátor tartott előadást bécsi gyülekezetében Istentelen nép címmel; ez a cím hasonlít az Istentelen ifjúság és az Emberek tér nélkül regénycímhez.
A Tocotronic zenekar 2021-ben adta ki az Istentelen ifjúság a fasizmus ellen című kislemezét, amelyet Horváth regénycíme ihletett, de nem reflektál érdemben a műre.

## Filmfeldolgozás
Ödön von Horváth – közvetlenül 1938. június 1-jén bekövetkezett, párizsi halála előtt – Robert Siodmak rendezővel regényének filmadaptációjáról tárgyalt. A szerző halála után Siodmak nem folytatta a projektet.
- Nur der Freiheit gehört unser Leben, Németország, 1969, rendező: Eberhard Itzenplitz(wd), forgatókönyv: Herbert Knopp(wd)
- Wie ich ein Neger wurde, Németország, 1971, rendező: Roland Gall(wd)
- Jugend ohne Gott, Németország, 1991, rendező: Michael Knof(wd)
- Jeunesse sans Dieu, Franciaország, 1996, rendező: Catherine Corsini(wd)
- Jugend ohne Gott, Németország, 2017, rendező: Alain Gsponer(wd)

## Musical
Paul Graham Brown brit zeneszerző a regény alapján írt egy hasonnevű musicalt.

## Színpadi feldolgozás
A Bárka Színházban 2008-ban Vidovszky György rendezett adaptációt a regényből.
A Radnóti Színház 2023-ban mutatta be Nagy Péter István rendezésében az Istentelen ifjúság – és a szerző posztumusz regénye, a Korunk gyermeke – alapján készült színdarabot.

## Német kiadások
- Istentelen ifjúság. Suhrkamp, Frankfurt am Main (= suhrkamp paperbacks. 3345. kötet), ISBN 978-3-518-46019-1 .
- Istentelen ifjúság. Suhrkamp, 1970, ISBN 3-518-36517-7 . Több, újabb kiadás (az Összegyűjtött Művek 13. kötetében)
- Istentelen ifjúság. Szöveg és kommentár. Elisabeth Tworek. Suhrkamp, Frankfurt 1999 ISBN 3-518-18807-0
- Istentelen ifjúság. Cornelsen, 1999, ISBN 3-464-61402-6
- Istentelen ifjúság, szerk. Írta: Heike Wirthwein. Reclam XL, 2013, ISBN 978-3-15-019039-5
- Hangoskönyv: Istentelen ifjúság; felolvassa: Till Firit. TÖMÖRÍTETLEN változat. Mono Verlag, Bécs 2009, ISBN 978-3-902727-97-8
- DVD Istentelen ifjúság, Suhrkamp film kiadás, ISBN 978-3-518-13506-8
- DVD Istentelen ifjúság, absolut Medien GmbH, ISBN 978-3-89848-884-6